# Frankenstein and the Monster from Hell
Frankenstein and the Monster from Hell é um filme britânico de terror, dirigido por Terence Fisher e produzido pela Hammer Film Productions. É estrelado por Peter Cushing, Shane Briant e David Prowse. Filmado no Elstree Studios, em 1972, só foi liberado em 1974 como capítulo final da saga de filmes da Hammer, assim como é o último filme do diretor Fisher.

## Sinopse
O idoso Barão Victor Frankenstein (Cushing) está alojado em um asilo de loucos, no qual exerce a função de cirurgião e tem uma série de privilégios, como por exemplo informações secretas sobre Adolf Klauss, diretor corrupto e pervertido do asilo (John Stratton). O Barão, sob o pseudônimo de Dr. Carl Victor, usa a sua posição para continuar suas experiências na criação do homem.
Quando Simon Helder (Briant), um jovem médico, chega ao asilo, o Barão fica impressionado com os talentos de Helder e decide torná-lo seu aprendiz. Juntos, eles trabalham no projeto de uma nova criatura. Sem o conhecimento de Simon, no entanto, Frankenstein promove a aquisição de partes de corpos de seus pacientes assassinados.

## Elenco
- Peter Cushing (Barão Victor Frankenstein/Dr. Carl Victor)
- Shane Briant (Dr. Simon Helder)
- Madeline Smith (Sarah)
- David Prowse (Criatura/Herr Schneider)
- Norman Mitchell (sargento da polícia)
- Clifford Mollison (juiz)
- Philip Voss (Ernst)
- Christopher Cunningham (Hans)
- Charles Lloyd (Professor Durendel)

## Produção
- Esta foi a sexta e última vez que Peter Cushing interpretou o papel do Barão Frankenstein, o qual estreou, em 1957, em The Curse of Frankenstein. Cushing se notabilizou em toda a sua carreira por sua atenção meticulosa aos detalhes, até mesmo no manejo planejado e no uso de adereços. Para esse filme, ele ajudou a projetar a peruca que ele usava.[1]
- David Prowse faz a sua segunda aparição como uma criação de Frankenstein, a primeira ocorreu em The Horror of Frankenstein. Ele é o único ator a ter feito o papel da criatura pela Hammer mais de uma vez. Na sessão de comentários do DVD Prowse disse que conseguia se vestir e tirar a máscara em cerca de 30 minutos.[1]
- O lançamento do filme no Brasil em VHS, DVD e blu-ray permanece inédito.